# مقاطعة واباش (إلينوي)
مقاطعة واباش (بالإنجليزية: Wabash County)‏ هي إحدى المقاطعات في ولاية إلينوي في الولايات المتحدة الأمريكية.